# Величковский, Михаил Алексеевич
Михаил Алексеевич Величковский (1858 или 21 марта 1863, Воронеж — 19 ноября 1937, Бутово, Московская область) — русский зоолог, аквариумист, террариумист, по основной профессии — военный. Один из ведущих деятелей Московского общества любителей аквариума и комнатных растений, член-корреспондент Русского общества любителей мироведения, в 1920—1930-е гг. — заведующий секцией обезьян Московского зоопарка, воспитатель орангутана Фрины. Осужден и расстрелян по обвинению в контрреволюционной агитации погромного фашистского характера.

## Биография

### Ранние годы. Военная служба
М. А. Величковский родился в Воронеже, в семье личного дворянина. Сведения о рождении, образовании и первых этапах службы Михаила Алексеевича по данным дореволюционных Списков военных чинов (1913, 1915) и его следственного дела (1937) разнятся. Согласно Спискам он родился 21 марта 1863 года, получил образование в 3-й Московской военной гимназии и Елисаветградском кавалерийском юнкерском училище, в воинскую службу вступил в 1882 г., служил в 30-м драгунском Ингерманландском полку (корнет с 1887), в 1891 г. переведён в Московский жандармский дивизион Отдельного корпуса жандармов (поручик с 1891, зав. учебной команды и штабс-ротмистр с 1901, ротмистр с 1904, командир эскадрона с 1908). По материалам следствия М. А. Величковский родился в 1858 г., окончил классическую Харьковскую гимназию и юнкерскую школу, с 1885 г. служил в кавалерийском драгунском полку, в 1889 г. поступил на службу в конный жандармский дивизион.

### В обществе любителей аквариума и комнатных растений
Вне служебной деятельности Величковский активно занимался зоологией. К 1898 г. относятся его наблюдения за иглистыми тритонами, упомянутые им в статье 1937 г. В 1904 г. статьи Величковского по аквариумистике публикует петербургский «Журнал Общества любителей комнатных растений и аквариумов». В эти годы он становится членом Московского общества любителей аквариума и комнатных растений и к концу 1900-х приобретает репутацию авторитетного эксперта и специалиста широкой эрудиции: входит в состав конкурсной комиссии Общества по макроподам и экспертной комиссии по рыбам, принимает на себя обязанности зав. библиотекой, в начавшем издаваться журнале Общества «Аквариум и комнатные растения» публикует три обстоятельные статьи по материалам своей поездки в Крым — о Севастопольском аквариуме и о представителях крымской фауны. В 1909 г. Величковского избирают в правление Общества и переизбирают во все последующие годы.
В апреле 1909 г. М. А. Величковский удостаивается малой золотой медали Общества за демонстрацию террариума «с ящерицами Геокосами из Мадагаскара, хамелеоном, крокодилом и медяницами». В 1911 г. на крупной выставке Общества, организованной в Московском зоосаде, высокую оценку получила коллекция заселённых террариумов Величковского:

«…В 1911 г. в Зоологическом саду произошла выставка аквариумов и террариумов на которой любитель М. А. Величковский экспонировал 23 (!) террариума. Среди его питомцев были гекконы двух видов, аптечный и длинноногий сцинк, каролинский анолис, кавказские агамы, удав, леопардовый полоз и, наконец, гадюка с выводком. Вполне естественно, что такое богатейшее собрание было удостоено высокой наградой золотой медали Общества и приза им. Н. Ф. Золотницкого…»— Голованов А. (Московский зоопарк, 2015).
На выставке 1912 г. Величковскому присуждена золотая медаль Императорского общества любителей естествознания, антропологии и этнографии «за крайне интересную коллекцию животных для террариума и научный характер её». Вплоть до 1917 г. Величковский оставался членом правления, зав. библиотекой и хранителем коллекций и препаратов Общества.

### Петроградский период
В отличие от успешных занятий зоологией, в служебной карьере М. А. Величковский был малозаметен: с 1904 г. он более 10 лет оставался в звании ротмистра. Лишь в условиях затянувшейся мировой войны и недостатка кадров на офицерских должностях 52-летнего Величковского переводят в столицу — 1 июня 1915 г. он прикомандирован к Штабу Отдельного жандармского корпуса, 5 октября 1915 г. произведен в подполковники. Февральскую революцию Величковский встретил начальником типографии Отдельного корпуса жандармов — в этой должности он упоминается в петроградских событиях марта 1917 г.
Во время Гражданской войны дважды арестовывался органами ВЧК, в 1918 и 1919 годах (полгода в Бутырской тюрьме и год в Крестах), но оба раза был освобождён — у «жандарма Величковского» контрреволюционных преступлений не нашлось.
С начала 1920-х, в Петрограде, он продолжает свою деятельность зоолога, теперь уже на профессиональном поприще: в 1921—1922 гг. работает препаратором и помощником заведующего Зоологического отделения Естественно-научного института им. П. Ф. Лесгафта. В те же годы Величковский — деятельный член Русского общества любителей мироведения (РОЛМ), участник и экспонент Первого всероссийского съезда любителей мироведения. В помещении института «мировед М. А. Величковский организовал выставку живой природы, экспонаты которой специально к съезду собрал в водоемах окрестностей Петрограда. Он же демонстрировал делегатам съезда институтский Зоологический музей». В 1923 г. Величковского избирают членом-корреспондентом РОЛМ.

### Работа в Московском зоопарке
К середине 1920-х М. А. Величковский вернулся в Москву и 10 марта 1925 г. зачислен в штат Московского зоосада, где в то время работал его давний коллега-аквариумист К. К. Гиппиус. Это было время масштабной реконструкции и пополнения коллекции зоопарка, проводимых новым директором М. М. Завадовским при поддержке Моссовета. Осваивалась выделенная городом зоопарку Новая территория, по проектам Гиппиуса строились «Остров зверей», «Турья горка», павильон «Полярный мир». В условиях столь значительного расширения экспозиции и коллекции животных в зоопарке не хватало специалистов, поэтому недипломированный зоолог-практик Величковский был не только принят в штат, но и назначен заведующим одной из 5 секций зоопарка — секцией вивария («научно-педагогического вивария»). Состав животных этой секции был разнородным — от питонов до обезьян. Среди проектов архитектора Гиппиуса был и Обезьянник, к постройке которого приступили летом 1927 г. Тогда же, 14 июля в зоопарк прибыла закупленная из-за границы семья орангутанов — самка, самец и детёныш, родившийся во время транспортировки из Суматры.
Специалисты зоопарка не имели опыта работы с обезьянами данного рода — это были первые орангутаны, появившиеся в Москве. Даже пол детёныша не смогли правильно определить. «Все думали, что это самец, и окрестили её мужским именем, — вспоминала сотрудница зоопарка Е. Румянцева. — Осматривать обезьян собрались ученые и профессора, но прошло несколько лет, прежде чем стало известно, что Фриц вовсе не Фриц, а Фрина». Семью разместили в теплом помещении вивария, но самка, заболевшая ещё на пароходе, через две недели умерла. Выхаживать 4-месячного детёныша пришлось Величковскому. Из его дневника:

«5/VIII. В первый раз брал Фрица на руки. Дался со страхом, попискивал, сидел не совсем спокойно и удирал.

М. А. Величковский со своей воспитанницей Фриной. 1929—1930. (фото из архива Веры Чаплиной)

20/VIII. Фриц среди дня много спал, был очень вялый. Много пил. К вечеру немного оживился, но все-таки как-то было ему не по себе, часто хватался за головку и ложился. Чувствуется небольшой жар.
22/VIII. Фриц слаб, почти ничего не ел, пил мало. Часто брался за головку. С утра немного кашлял.
25/VIII. Взвешивал Фрица — 8 фунтов. Иногда мне приходится просиживать у клетки часами, чтобы добиться того, чтобы он проглотил хотя бы минимальное количество пищи… То же с яйцом: то ему нравится сырое, то слегка подваренное… Надо ему предлагать 10—20 раз на день и каждый раз он либо не ел совсем, либо брал в рот кусочек.
6/X. Я уже приходил в отчаяние, как быть, чем помочь делу, как наладить желудок и дать вместе с тем питание. Фриц заметно стал спадать с тела.

9/X Паровой котел испортился, t упала до 13, пришлось отогревать Фрица в халате… Фриц весел и игрив».
Для того, чтобы получать квалифицированные консультации по содержанию и уходу за орангутанами, Величковский несколько лет переписывался с немецким зоологом Густавом Брандесом, директором Дрезденского зоопарка (где в 1927 году впервые удалось развести орангутангов в неволе), а также с директором Берлинского зоопарка. Успешный эксперимент по искусственному выкармливанию и воспитанию детёныша орангутана выдвинул Величковского в группу наиболее авторитетных зоологов Московского зоопарка, а Фрина стала одним из самых популярных у публики животных. Разнообразные материалы о ней и её воспитателе многократно появлялись в печати, в том числе в «Известиях» и «Правде». 29 мая 1934 г. корреспондент «Вечерней Москвы» Б. Южин писал в статье «Биография Фрины»:

«…Эту тяжёлую задачу поручили зоологу М. А. Величковскому. Опыт увенчался успехом. Восемь лет непрерывной работы, непрерывного внимания и забот отдал учёный-зоолог Фрине. И теперь он говорит с большой нежностью, поглаживая рыжую, упругую шерсть орангутанга: „Вполне нормальная, не рахитичная, жизнерадостная девочка“. Эта обросшая рыжей шерстью „девочка“ действительно выказывает незаурядные способности, и наблюдения за ней представляет большой научный интерес. Она платит своему воспитателю горячей любовью и нежностью, и восемь лет он не может взять отпуск и поехать отдохнуть и полечиться: стоит исчезнуть хотя бы на сутки, как Фрина начинает тосковать, худеть и терять в весе…»
После завершения строительства нового Обезьянника (1928) в Московском зоопарке была организована самостоятельная секция обезьян, которую возглавил Величковский. Помимо высших обезьян — орангутанов, а затем и шимпанзе, — в его ведении находилась и большая группа низших обезьян и полуобезьян — гамадрилов, мандрилов, павианов, мартышек, макак-резусов, лемуров, — наблюдениям за которыми посвящена последняя из опубликованных статей Величковского.

### Уход из зоопарка. Арест и гибель
1 июля 1935 г. М. А. Величковский увольняется из зоопарка «в связи с переходом на пенсию», по-видимому, по состоянию здоровья. В последующее время он подготовил серию статей для академического журнала «Природа», издававшегося в Ленинграде, летом 1937 г. «Юный натуралист» публикует его статью «Прогулка по зоопарку».
Но обстоятельства внутренней зоопарковской жизни втянули пенсионера-Величковского в гибельный для него круг. Еще 27 ноября 1935 г. кандидат в директоры зоопарка Лев Островский, сообщая в докладной записке в Секретариат МГК ВКП(б) о состоянии Московского зоопарка, поставил фамилию ушедшего на пенсию Величковского первой в списке «антисоветских элементов», нашедших себе приют в зоопарке. Вскоре Островский сменил прежнего директора, а когда группа сотрудников зоопарка попыталась сместить его, написав большое письмо-статью в «Известия», партийные покровители Островского перевели карающий удар с него на подписантов — те же «Известия» опубликовали заметку «Вражеское гнездо в Московском зоопарке», в которой сообщалось: «…Аппарат Зоопарка чрезвычайно засорён чуждыми и враждебными людьми. Там обосновались бывшие попы, дворяне, торговцы, помещики. Долгое время в зоопарке орудовал ныне арестованный вредитель князь Мышицкий, автор „научной теории“, отрицающей ветеринарную помощь заболевшим животным. С ним вместе подвизались на поприще вредительства поп и б. жандармский полковник…».

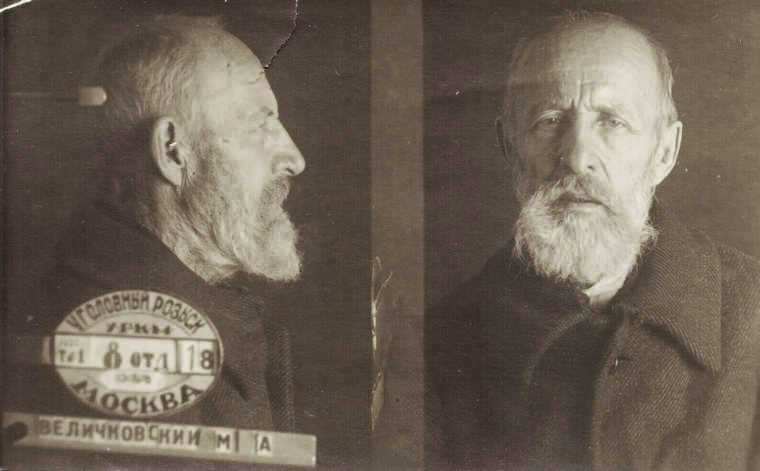
М. А. Величковский после ареста (фото из следственного дела)

Были арестованы сотрудники зоопарка профессор С. Я. Калмансон, Н. А. Мышецкий, Гладков, Журавлев. 7 октября был арестован и Величковский. Содержался в Таганской тюрьме. 14—16 ноября подписывается обвинительное заключение, утвержденое комиссаром госбезопасности 1 ранга Реденсом; 17 ноября тройкой при Управлении НКВД СССР по МО вынесен приговор: «Величковского Михаила Алексеевича — расстрелять». 19 ноября приговор приведён в исполнение.
В редакции журнала «Природа» не знали об аресте их московского автора, и в 1938 г. были опубликованы две ранее им присланные статьи.
24 июня 1989 г. Михаил Алексеевич Величковский был реабилитирован.

### Семья
Старший брат — учёный-зоолог Владимир Алексеевич Величковский (1857—1927). В 1936 г. исследователь его научного наследия Н. Н. Конаков отметил в своей статье о работах В. А. Величковского по изучению фауны в районе р. Оскол: «…За ряд ценных справок, использованных в настоящей работе, приношу глубокую благодарность М. А. Величковскому».
Первая жена — Величковская (урождённая Фрам) София Максимилиановна. Сын от первого брака — Величковский Лев Михайлович.
Вторая жена (с 16.02.1905) — Величковская (урождённая Федорова) Екатерина Никифоровна (1876 — после 1940), выпускница Императорского московского театрального училища (1898), артистка балетной труппы Большого театра. Их приёмная дочь-внучка — Величковская Мария Михайловна (р. ок. 1923).

### Награды
- Орден Святого Станислава 3-й ст. (1902)[3]
- Орден Святой Анны 3-й ст. (1906)[3]
- Орден Святого Станислава 2-й ст. (06.05.1909)[3]
- Орден Святой Анны 2-й ст. (22.03.1915)[3]
- Орден Святого Владимира 4-ст. (06.12.1916)[50]

## Избранные статьи М. А. Величковского
- О пластинчатом окуне и уходе за ним // Журнал Общества любителей комнатных растений и аквариумов. — С-Пб,, 1904. — С. 131.[51]
- Аквариум Севастопольской Биологической Станции // Аквариум и Комнатные Растения. — М., 1908. — Вып. 6. — С. 212—215.[52]
- Население Севастопольского Аквариума // Аквариум и Комнатные Растения. — М., 1909. — Вып. 1. — С. 267—270.
- Скорпион, его жизнь в неволе и его ловля // Аквариум и Комнатные Растения. — М., 1909. — Вып. 2. — С. 310—315.
- Ксеномист нигерский // Аквариум и Комнатные Растения. — М., 1910. — Вып. 2. — С. 582—584.
- Маркузений длиннозадый // Аквариум и Комнатные Растения. — М., 1910. — Вып. 2. — С. 584—586.
- Питоны Московского зоопарка [с таблицей данных о питании и сроках линьки сетчатых питонов в 1926—1928 гг.] // Коммунальное хозяйство. — М., 1929. — № 5—6. — С. 135—140.
- Несколько слов о строительстве дома для обезьян (кроме человекообразных) // Бюллетень зоопарков и зоосадов. — М., 1933. — Вып. 5. — С. 30—32
- Иглистый или испанский тритон // Природа. — Л., 1937. — № 6. — С. 111—114.[53]
- Прогулка по зоопарку // Юный натуралист. — М., 1937. — № 7. — С. 15—19.[54]
- Из наблюдений над жизнью крупных змей // Природа. — Л., 1938. — № 1. — С. 100—102.
- Несколько эпизодов поведения низших обезьян и полуобезьян в Московском зоопарке // Природа. — Л., 1938. — № 5. — С. 132—135.